# جو كريسبين
جو كريسبين (بالإنجليزية: Joe Crispin)‏ مواليد 18 يوليو 1979 في نيوجيرسي، هو مدرب كرة سلة أمريكي ولاعب سابق. بدأ مسيرته الاحترافية في سنة 2001. يبلغ طوله 6 قدم 0 بوصة (1.8 م). اعتزل اللعب في 2012.

## المسيرة الاحترافية
لعب مع لوس أنجلوس ليكرز في سنة 2001، ثم لعب مع فينيكس صنز في سنة 2002، ثم لعب مع نادي إيه إي كي لكرة السلة في سنة 2003، ثم لعب مع نادي فوتسوافك لكرة السلة في سنة 2005.

## روابط خارجية
- جو كريسبين على موقع إن بي أي (الإنجليزية)
- جو كريسبين على موقع سبورتس رفرنس (الإنجليزية)
- جو كريسبين على موقع كرة السلة الأوروبية.كوم (الإنجليزية)
- جو كريسبين على موقع كلية كرة السلة في سبورتس رفرنس.كوم (الإنجليزية)
- جو كريسبين على موقع ريلجم (الإنجليزية)
- جو كريسبين على موقع بروبوليرز (الإنجليزية)
- جو كريسبين على موقع سبورتس رفرنس (الإنجليزية)